# Thomas Fremantle (2e baron Cottesloe)
Thomas Francis Fremantle, 2e baron Cottesloe, 3e baron Fremantle (30 janvier 1830 - 13 avril 1918), est un homme d'affaires britannique et homme politique conservateur.

## Biographie

### Jeunesse
Thomas Francis Fremantle est né le 30 janvier 1830. Il est le fils aîné de Thomas Fremantle (1er baron Cottesloe), et le petit-fils du vice-amiral Thomas Fremantle et d'Elizabeth Wynne Fremantle, la chroniqueuse. Sa mère est Louisa Elizabeth, fille de Sir George Nugent.

### Carrière
Il entre au Parlement en tant que l'un des trois représentants du Buckinghamshire lors d'une élection partielle de 1876 (succédant à Benjamin Disraeli), siège qu'il occupe jusqu'en 1885. Il est également impliqué dans les affaires et devient administrateur du London, Brighton and South Coast Railway en janvier 1868, et en est le président de juin 1896 à février 1908. Il est président du conseil du comté de Buckinghamshire jusqu'en 1904.

### Vie personnelle
Il épouse Augusta Henrietta, fille de John Scott, 2e comte d'Eldon, en 1859. Elle est décédée en 1906. Il lui survit douze ans et mourut en avril 1918, à l'âge de quatre-vingt-huit ans. Il est remplacé dans ses titres par son fils aîné Thomas.